# Lympne
Lympne ist eine kleine Ortschaft und ein Civil Parish in Kent in der Romney Marsh westlich von Hythe. Die Römer errichteten hier auf den Anhöhen das Kastell Portus Lemanis, das von den Sachsen mit Stutfall Castle überbaut wurde. Zu den weiteren Baudenkmälern zählt Lympne Castle.

## Flughafen Lympne
Der Flughafen Lympne  war ein militärischer und später ziviler Flugplatz (IATA-Code: LYM, ICAO-Code: EGMK), der von 1916 bis 1984 betrieben wurde.

### Geschichte
Während des Ersten Weltkriegs war RAF Lympne Zwischenlandeplatz für Flüge nach Frankreich, wurde jedoch bald zum militärischen Hauptflugplatz. Seit 1919 war er ein ziviler Flugplatz und wurde bereits 1918 für den Luftpostdienst genutzt. Er war einer der ersten vier Flugplätze im Vereinigten Königreich mit Zolleinrichtungen. Der erste Frachtflug mit einer de Havilland DH-9 der belgischen Fluggesellschaft Sabena wurde am 23. Mai 1923 mit Zwischenlandung in Ostende zum Flughafen Lympne durchgeführt. Mit der Fluggesellschaft Silver City Airways gab es einen Fährflugbetrieb nach Le Touquet in Frankreich.

### Zwischenfälle
- Am 11. Januar 1947 musste eine Douglas DC-3/C-47A-1-DK der British Overseas Airways Corporation (BOAC) (G-AGJX) wegen schlechten Wetters auf den französischen Zielflughäfen Bordeaux und Paris-Le Bourget zum Flughafen Lympne (England) ausweichen. Bei schlechter Sicht wurde die Maschine bei Stowting (Kent, England), in weniger als 200 Meter hohe Hügel geflogen, 6 Kilometer nördlich des Flughafens Lympne. Durch diesen CFIT (Controlled flight into terrain) wurden von den 16 Insassen 8 getötet, vier Besatzungsmitglieder und 4 Passagiere.[2]

- Am 11. Juli 1965 überschlug sich eine Hawker Siddeley HS 748-101 der britischen Skyways Coach Air (G-ARMV) bei der Landung auf dem Flughafen Lympne (England), nachdem die Bugräder tief in den weichen Boden der Graslandebahn eingesunken waren. Die Maschine verlor dabei ihre linke Tragfläche und war schrottreif. Alle 52 Insassen, vier Besatzungsmitglieder und 48 Passagiere, überlebten den Unfall. Dies war der erste Totalverlust einer HS 748.[3]

## Bilder

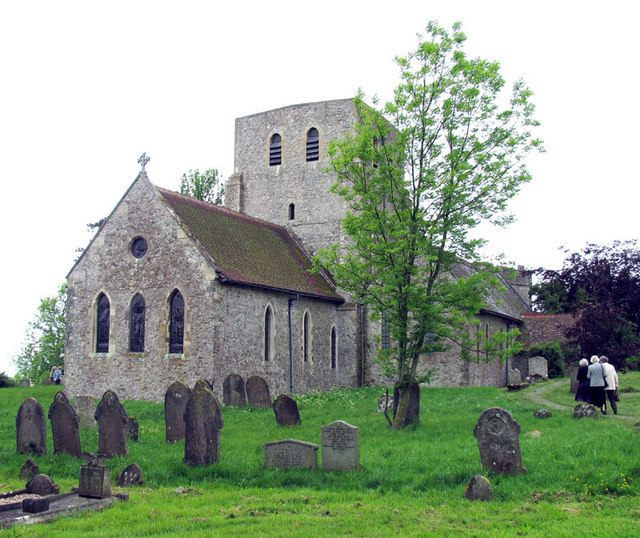
Kirche St. Stephen
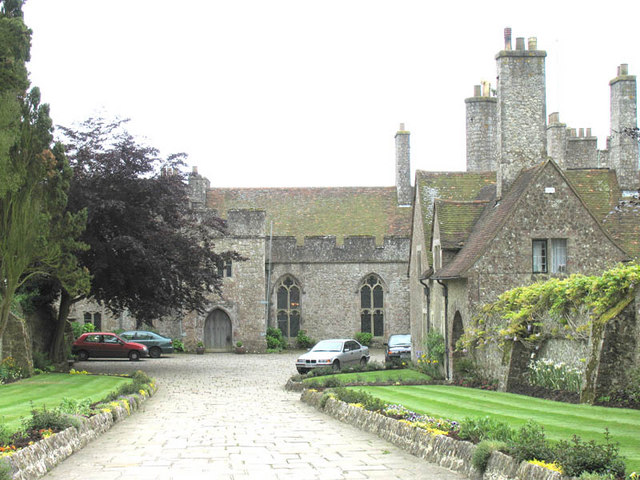
Lympne Castle
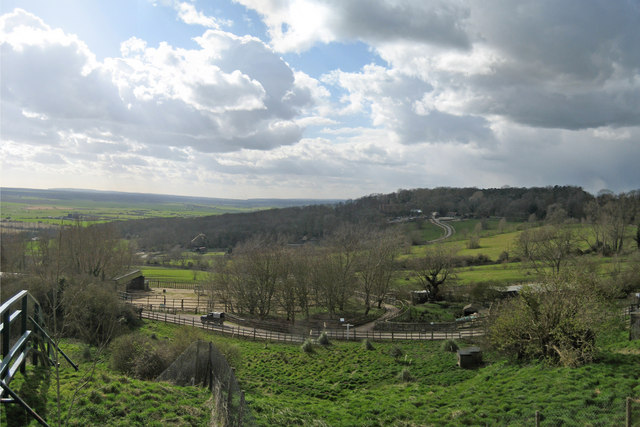
Port Lympne Wild Animal Park
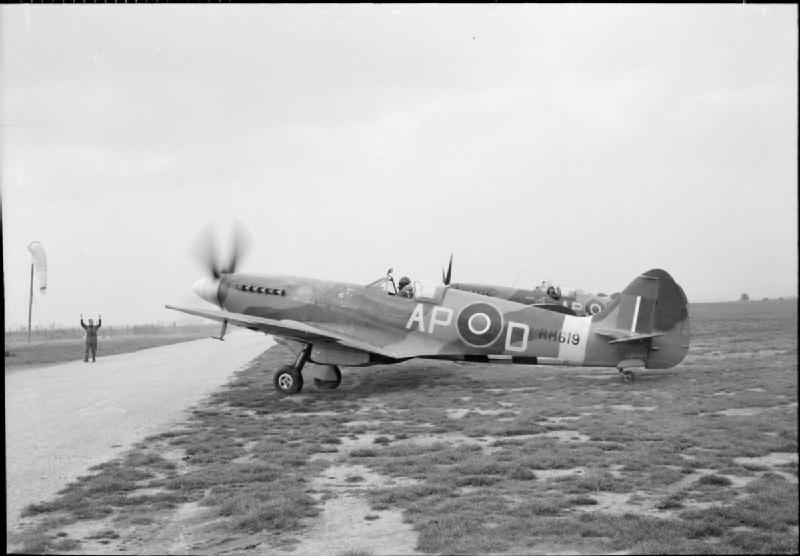
Spitfire auf RAF Lympne, Zweiter Weltkrieg